# Kanton Maisons-Alfort-Nord
Kanton Maisons-Alfort-Nord (fr. Canton de Maisons-Alfort-Nord) je francouzský kanton v departementu Val-de-Marne v regionu Île-de-France. Tvoří ho pouze severní část města Maisons-Alfort.